# Petze
Petze ist ein Ortsteil der Gemeinde Sibbesse im Landkreis Hildesheim in Niedersachsen.

## Geschichte
Anfang des 11. Jahrhunderts wurde der Ort als Pezunsun erstmals urkundlich erwähnt. Im Jahr 1425 wurden die Brüder Ernst Wrisberg und Henrik Burmestere von Bischof Magnus von Hildesheim belehnt.
Im Ort steht die evangelische Kirche, einschiffig mit Eckquadern. Der untere Teil des Westturms stammt vermutlich aus der Zeit der Romanik, er wurde im 15. Jahrhundert erhöht. In ihm fallen spitzbogige Schalllöcher mit Würfelkapitellen auf. Der Turmhelm ist aus dem 19. Jahrhundert. Das Kirchenschiff wurde 1784/85 erbaut. Im Kircheninneren ist u. a. der Kanzelaltar vom Ende des 18. Jahrhunderts beachtenswert.
Zu Beginn des 20. Jahrhunderts zählte Petze 324 Einwohner.

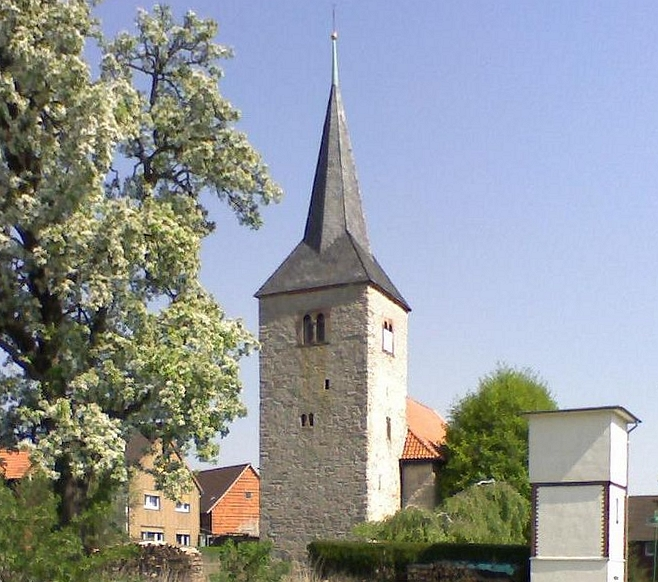
Kirche Petze

## Eingemeindungen
Am 1. März 1974 wurde Petze zusammen mit Hönze und Möllensen nach Sibbesse eingemeindet.

## Politik

### Ortsrat und Ortsbürgermeister
Petze wird auf kommunaler Ebene vom Ortsrat aus Sibbesse vertreten.

### Wappen
Der Gemeinde wurde das Ortswappen am 27. Januar 1939 durch den Oberpräsidenten der Provinz Hannover verliehen. Der Landrat aus Alfeld überreichte es am 26. Juli desselben Jahres.
| Wappen von Petze | Blasonierung: „Im grünen Schild ein silberner, gold-bewehrter Fasanenhahn, dessen Schwanzfedern nach unten in einem Rechtsbogen verlaufen. Rechts unten und links oben ist als Beizeichen je eine goldene Ähre mit Grannen gesetzt.“ |
| Wappen von Petze | Wappenbegründung: Das Dorf Petze war einst ein Meierdorf der Herren von Wrisbergholzen, die einen Fasan im Wappen führten. So kam es, dass in der Wetterfahne des Kirchturms und auf dem Schild des Dorfkruges der Fasan erschien, der heute, nachdem das Geschlecht der Wrisbergs ausstarb und damit auch die Verbindung desselben zu diesem Zeichen im Volkserinnern nach und nach verschwand, als Dorfzeichen angesprochen wird. So ist es verständlich, dass die Gemeinde damals den Fasan als Wappentier unter Hinzusetzung der beiden Ähren als bäuerliche Beizeichen erkor. |